# Antonín Hora (1859–1928)

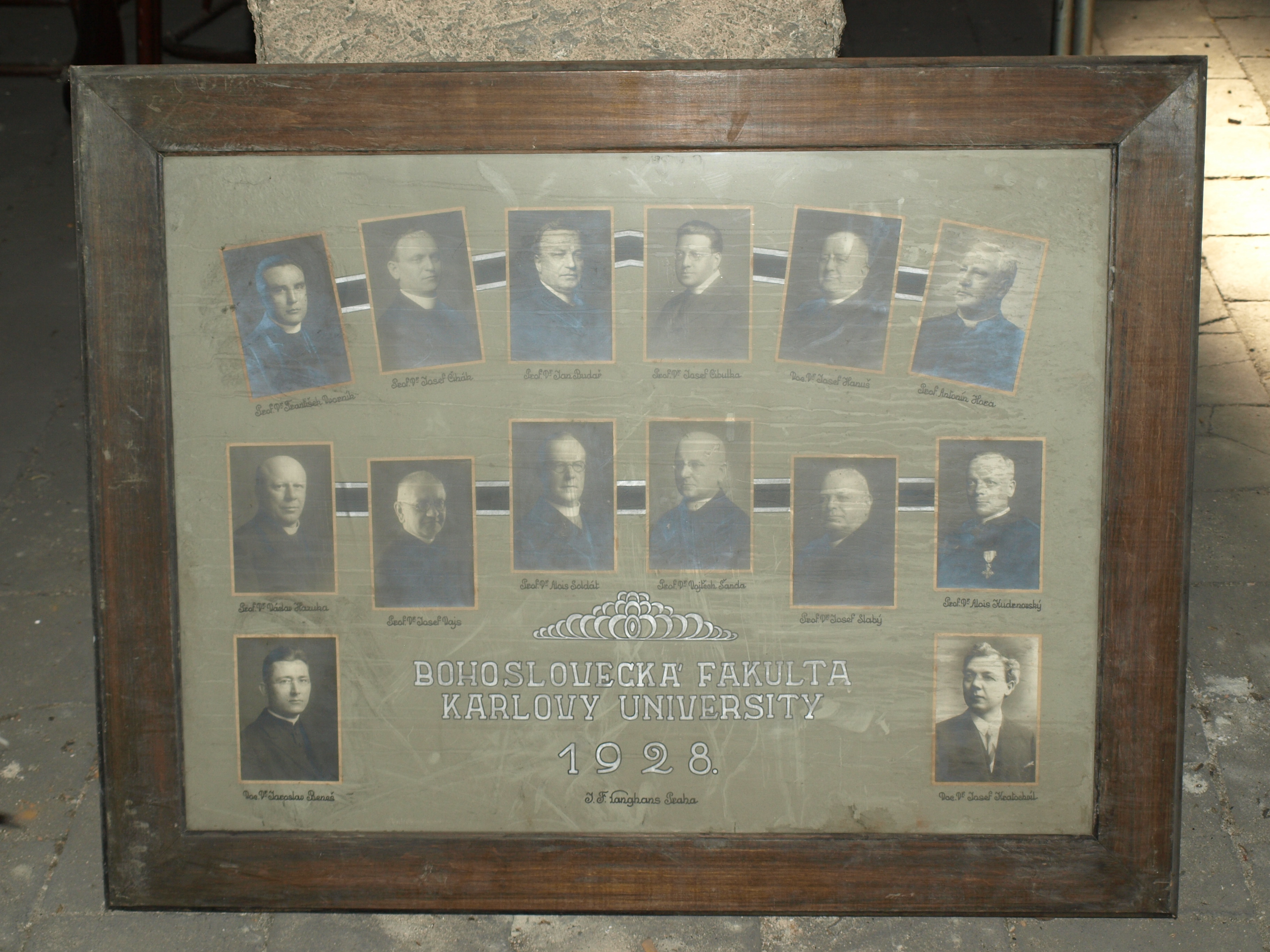
Prof. Antonín Hora na tablu vyučujících bohoslovecké fakulty Karlovy univerzity v roce 1928.

Antonín Hora (12. září 1859 Bubeneč – 4. dubna 1928 Praha-Smíchov) byl český římskokatolický kněz, profesor teologické fakulty, katechetik a pedagog

## Život
V letech 1879–1883 studoval na české Bohoslovecké fakultě c. k. Karlo-Ferdinandovy university v Praze. Po ukončení studií přijal v roce 1883 kněžské svěcení a začal působit v duchovní správě. V letech 1887–1905 působil jako katecheta měšťanské dívčí školy u sv. Tomáše na Malé Straně. Od roku 1905 začal působit jako profesor učitelského ústavu v Praze a zároveň učitel katechetiky a pedagogiky na pražské teologické fakultě. V roce 1912 byl jmenován titulárním mimořádným profesorem katechetiky a pedagogiky. Dvě hodiny týdně přednášel a jednu hodinu pedagogiku. Jednou týdně měli studenti dvě hodiny katechetických praktických cvičení na cvičné škole. Hora k tomu uváděl: „Hospitují hodinu při vyučování některému předmětu světskému, druhou pak mají střídavě praktické výstupy před žáky cvičné školy za přítomnosti profesora a ostatních bohoslovců tak, že každý má dva výstupy, jeden z biblické dějepravy a jeden z katechismu před žáky různých tříd.“ I když nepublikoval žádné souborné odborné dílo přispíval recenzemi do katechetickými spisy do Časopisu katolického duchovenstva v letech 1902, 1904 a 1909–1913. Dále spolupracoval na Českém slovníku bohovědném. Na pražské teologické fakultě přednášel až do března 1928.

## Dílo
V oblasti katechetiky navázal na přednášky svých předchůdců, zejména Jana Ladislava Sýkory (1891–1892) a prof. K. Tippmanna (1892–1905). Katechetiku definoval následovně: „Nauka která důvodně a soustavně podává pravidla, jimiž při vychovávání mládeže, učením, bohoslužbou a kázní církevní říditi se třeba.“ Členil ji na tři hlavní části: 1. dějiny katecheze, 2. ideu o zřízení katechismu a 3. katechetickou činnost církve (tj. vychovávání mládeže k dospělosti křesťanské).